# 苣叶报春
苣叶报春（学名：Primula sonchifolia）为报春花科报春花属下的一个种。

## 扩展阅读
- 維基物種上的相關：苣叶报春